# Adolescents criminels
Adolescents criminels (Teenage Bank Heist) est un téléfilm américain réalisé par Doug Campbell et diffusé le 9 novembre 2012 sur Lifetime Movie Network.

## Synopsis
Alors que Cassie se dispute avec sa mère sur leur lieu de travail, des braqueurs font irruption. Ils décident de prendre Cassie en otage pour qu'elle leur ouvre les caisses. Durant l'opération, Cassie voit le bracelet du braqueur et le reconnait. C'est alors qu'une course poursuite au dénouement inattendu commence.

## Fiche technique
- Titre original : Teenage Bank Heist
- Réalisation : Doug Campbell
- Scénario : Ken Sanders, Nathan Perkins et Doug Campbell
- Photographie : Akis Konstantakopoulos et Robert Ballo
- Musique : Steve Gurevitch et Michael Burns
- Pays d'origine :  États-Unis
- Langue originale : anglais
- Durée : 82 minutes

## Distribution
- Maeve Quinlan (VF : Pascale Chemin) : Joyce Aveson
- Abbie Cobb (en) (VF : Leslie Lipkins) : Cassie Aveson
- Cassi Thomson (VF : Anouck Hautbois) : Abbie Duncan
- Augie Duke (en) : Marie
- Davida Williams (en) : Grace Miller
- James Ferris (VF : Thomas Roditi) : Nick
- Rosa Blasi : Agent Christine Mendoza
- Patrick Faucette : Detective Barker
- Neil Colin : Mr. Duncan
- Luis Fernandez-Gil (VF : Laurent Maurel) : Pancho
- R.J. Cantu : Enrique